# Lacs de la vallée du Grand Rift

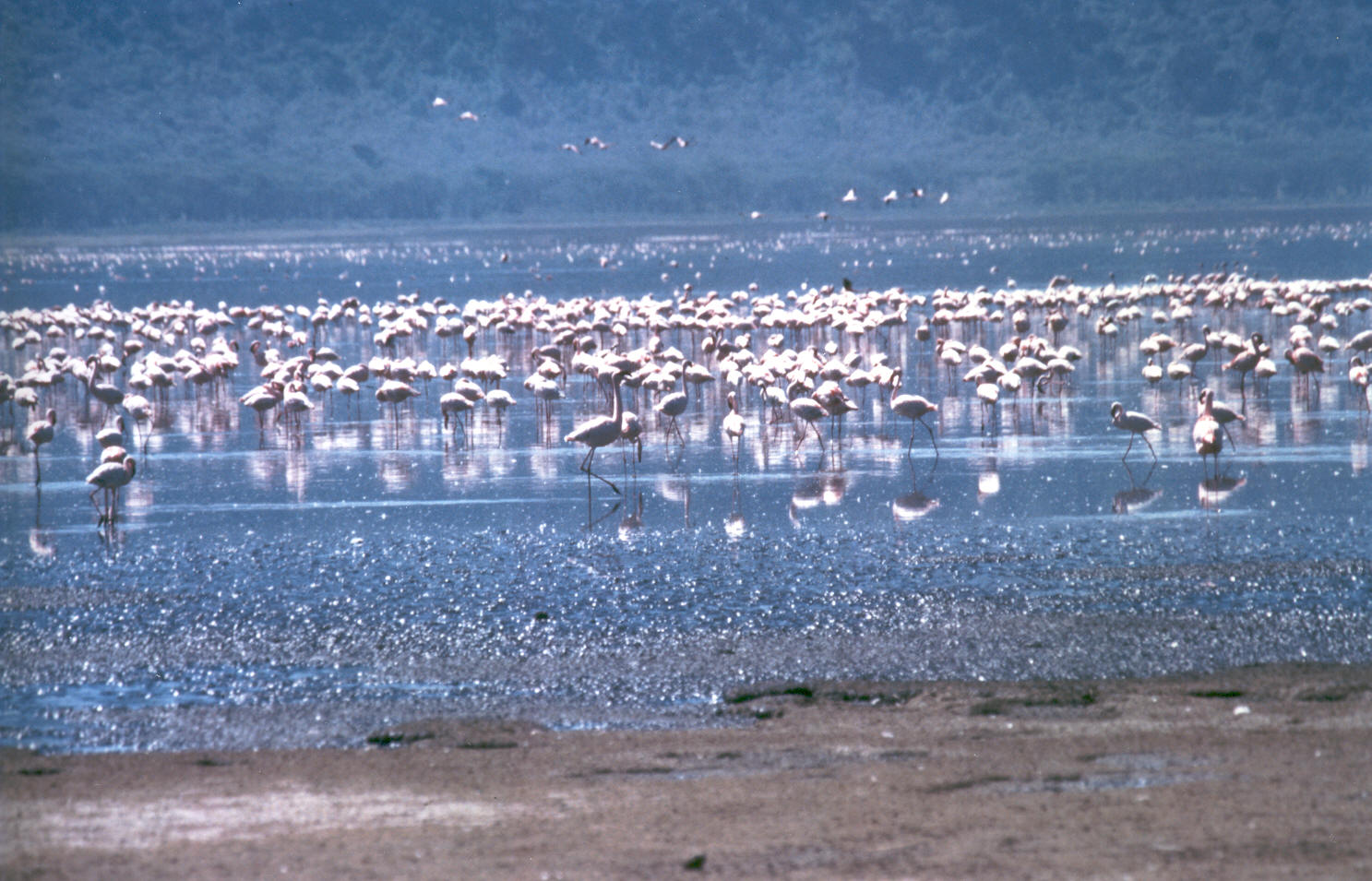
Ibis rouge sur le lac Osakura au Kenya.

Les lacs de la vallée du Grand Rift sont un ensemble de lacs traversant la partie orientale de l'Afrique du nord au sud, notamment l'Éthiopie, l'Ouganda, la république démocratique du Congo, le Kenya et la Tanzanie. Certains de ces lacs sont parmi les plus profonds, les plus grands et les plus anciens du monde.

## Géologie
Le grand rift africain est né il y a approximativement 40 millions d'années, lorsque la plaque africaine a commencé à se séparer. Les lacs se sont formés des différentes vallées de la zone de rift.

## Écologie
Les lacs de la vallée du Grand Rift comprennent au moins 800 espèces de cichlidés.

## Lacs

### Éthiopie

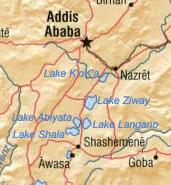
Carte des lacs d'Éthiopie centrale.

Les lacs d'Éthiopie forment la partie la plus au nord des lacs de la vallée du Grand Rift. Dans le centre de l'Éthiopie, la vallée du Grand Rift divise les plateaux éthiopiens en deux parties dont les lacs occupent le fond de la vallée entre ces deux zones. La plupart sont endoréiques et basiques.
Les principaux lacs, classés par superficies, sont les suivants :
- Lac Abaya (1 162 km2)
- Lac Chamo (551 km2)
- Lac Ziway (485 km2)
- Lac Shala (329 km2)
- Lac Koka (250 km2)
- Lac Langano (230 km2)
- Lac Abijatta (205 km2)
- Lac Awasa (129 km2)

Le lac Tana (3 600 km2), la source du Nil Bleu, n'est pas un lac de la vallée du Grand Rift, mais est situé sur le plateau éthiopien au nord de la vallée.

### Est

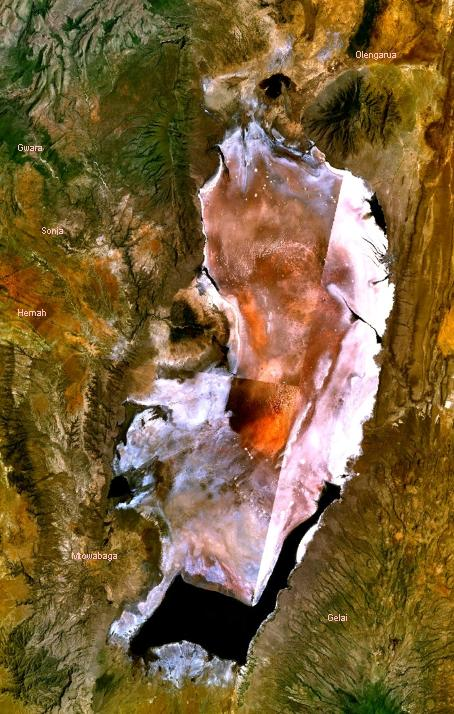
Le lac Natron, vu depuis l'espace.

Au sud des plateaux éthiopiens, la vallée du Grand Rift se divise en deux dépressions principales. Le rift oriental abrite huit lacs au Kenya et quatre en Tanzanie, trois d'eau douce et les autres basiques. Du nord au sud :
- Kenya :
  - Lac Turkana (6 405 km2, eau douce), le plus grand lac du Kenya, à la frontière entre le Kenya et l'Éthiopie.
  - Lac Logipi, alimenté par des sources chaudes dans la vallée de Suguta, juste au sud du lac Turkana.
  - Lac Baringo (130 km2), lac d'eau douce
  - Lac Bogoria (34 km2) ; ce lac est particulièrement menacé par l'érosion, qui fabrique des ravins spectaculaires[3])
  - Lac Nakuru (40 km2)
  - Lac Elmenteita
  - Lac Naivasha (160 km2, mais varie avec les précipitations), lac d'eau douce
  - Lac Magadi, près de la frontière avec la Tanzanie
- Tanzanie :
  - Lac Natron
  - Lac Manyara
  - Lac Eyasi
  - Lac Makati

### Ouest

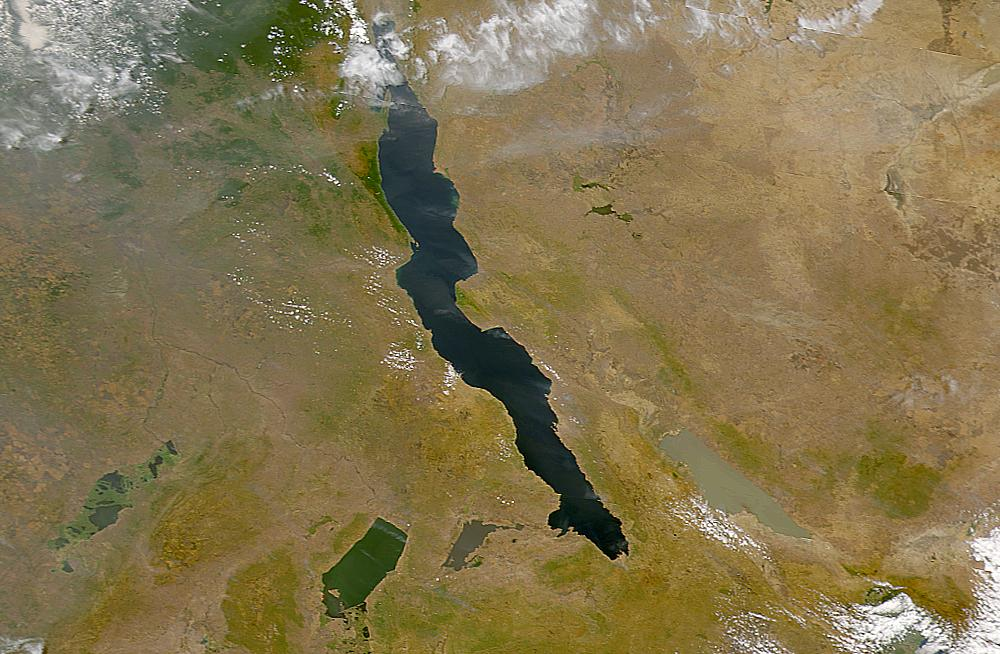
De gauche à droite, les lacs Upemba, Mweru, Tanganyika et Rukwa (sud-est de la RD du Congo, le nord-est de la Zambie et le sud de la Tanzanie).

Les lacs de la branche occidentale du rift sont les plus grands, les plus profonds et les plus anciens de la vallée. Ils sont parfois connus sous le nom de Grands Lacs. Ce sont des lacs d'eau douce.
Le lac Victoria (68 800 km2)) est le plus grand lac d'Afrique mais n'est pas située dans la vallée : il occupe une dépression entre les rifts occidental et oriental, formée par le soulèvement des rifts des deux côtés.
En dehors de ce lac, les principaux lacs de la vallée du rift occidental sont du nord au sud :
- Lac Albert (5 300 km2), s'écoule dans le Nil Blanc
- Lac Édouard (2 325 km2), s'écoule dans le lac Albert
- Lac Kivu (2 220 km2), s'écoule dans le lac Tanganyika par la Rusizi
- Lac Tanganyika (32 000 km2), plus profond lac d'Afrique (plus de 1 400 m de profondeur), et deuxième plus profond lac du monde après le lac Baïkal[1]. En dessous de 200 m de profondeur, ses eaux sont anoxiques[2]. Il fait partie du bassin du Congo et s'écoule par la Lukuga.

### Sud
Les lacs du sud de la vallée sont principalement des lacs d'eau douce :
- Lac Rukwa (environ 5 670 km2, mais très variable), lac basique et endoréique
- Lac Malawi (30 000 km2), deuxième lac de la vallée par la taille et la profondeur (plus de 700 m) ; se vide par la Shire dans le Zambèze
- Lac Malombe (450 km2), sur la Shire
- Lac Chilwa (1 750 km2), sans émissaire mais possédant de grandes zones humides ; lac le plus méridional de la vallée du grand rift.

### Autres lacs
- Lac Moero (4 350 km2), sur un graben détaché du rift occidental.
- Lac Mweru Wantipa (1 500 km2), lac marécageux entre les lacs Tanganyika et Moero ; endoréique.